# Guantánamo
Guantánamo („der Fluss um das Land herum“ oder „Land zwischen den Flüssen“) ist eine Stadt und ein Municipio im Südosten Kubas und Hauptstadt der gleichnamigen Provinz. Mit dem „Centro Universitario de Guantánamo“ ist Guantánamo auch Universitätsstadt. Guantánamo hat 228.436 Einwohner (Zensus 2012), wobei 9341 in der ländlichen Umgebung der Stadt leben, was einem Urbanisierungsgrad von 95,9 Prozent entspricht. Die Bevölkerungsdichte beträgt 887,5 Einwohner pro km².
Ihre Berühmtheit verdankt sie zum einen der – gar nicht in der Stadt liegenden – US-amerikanischen Militärbasis Guantanamo Bay Naval Base mit dem gleichnamigen Gefangenenlager und zum anderen José Fernández Díaz’ Lied Guantanamera.
In den umliegenden Kaffeeplantagen entstand der Musikstil Changüí, eine Variation des Son Cubano.

## Geografie
Das Municipio Guantánamo hat eine Gesamtfläche von 257,39 km². Es grenzt im Norden an die Provinz Holguín und im Osten an die Municipios Yateras und Manuel Tames. Im Süden liegt Caimanera, mit der Bahía de Guantánamo. Im Westen schließen sich Niceto Pérez und El Salvador an.

## Geschichte
Im Jahr 1791 kam es im Nachbarland Saint-Domingue (heute: Haiti) zu ersten Sklavenaufständen. Schnell entwickelten sie sich zum blutigen Krieg jeder gegen jeden. Infolgedessen flüchteten zahlreiche französische Siedler nach Kuba und gründeten dort 1796 die Stadt Guantánamo. Die Haitianer brachten zu dieser Zeit auch den Kaffee- und Kakaoanbau auf die Insel und kultivierten ihn in den umliegenden Bergen.
Nach dem Spanisch-Amerikanischen Krieg zwangen die USA Kuba 1903 dazu, das Platt Amendment zu unterzeichnen. Der Vertrag sah ein Interventionsrecht der USA vor sowie Landstrecken von Kuba kaufen oder pachten zu können und als Marinestützpunkte zu nutzen. 1934 wurde der Vertrag seitens der USA weitestgehend aufgehoben, nur der Abschnitt über die Marinebasis Guantanamo Bay Naval Base blieb bestehen. Die Rechtmäßigkeit des Vertrags wird seitens der kubanischen Regierung bestritten.

## Sehenswürdigkeiten
Das ehemalige Gefängnis der Stadt wird heute als „Museo Provincial de Guantánamo“ genutzt. Es beschäftigt sich mit der Geschichte der Stadt und der Provinz Guantánamo.
Im „Palacio Salcines“ sind die Kunstsammlungen untergebracht. Auf dem Palast ist eine Skulptur zu sehen – die Fama. Sie ist ein Werk des italienischen Künstlers Amerigo Chini und zugleich Wahrzeichen Guantánamos.
Die gut erhaltene Altstadt von Guantánamo ist, wie die meisten anderen kubanischen Städte, im Kolonialstil erbaut. Im Herzen der Altstadt liegt der zentrale Platz „Parque José Martí“. Auf diesem befindet sich ein Denkmal von General Pedro Agustín Pérez. Dieser spielte eine historisch wichtige Rolle im spanisch-amerikanischen Unabhängigkeitskampf. In seiner Zeit als Bürgermeister der Stadt wurden sämtliche Straßen nach den Helden des Unabhängigkeitskampfes umbenannt. Direkt am Parque José Martí steht die bedeutendste Kirche der Stadt. Die „Parroquial de Santa Catalina de Riccis“ wurde 1868 geweiht. Am 24. Januar 1998 wurde sie zur Kathedrale erhoben.

## Wirtschaft
Da die Stadt nicht direkt am Meer liegt und auch sonst kaum Sehenswürdigkeiten aufweist, kann von der Tourismusindustrie fast nicht profitiert werden. So bilden der Kaffee-, Kakao-, Zuckerrohr- und Baumwollanbau wirtschaftliche Grundlage der Gemeinde.

## Verkehr

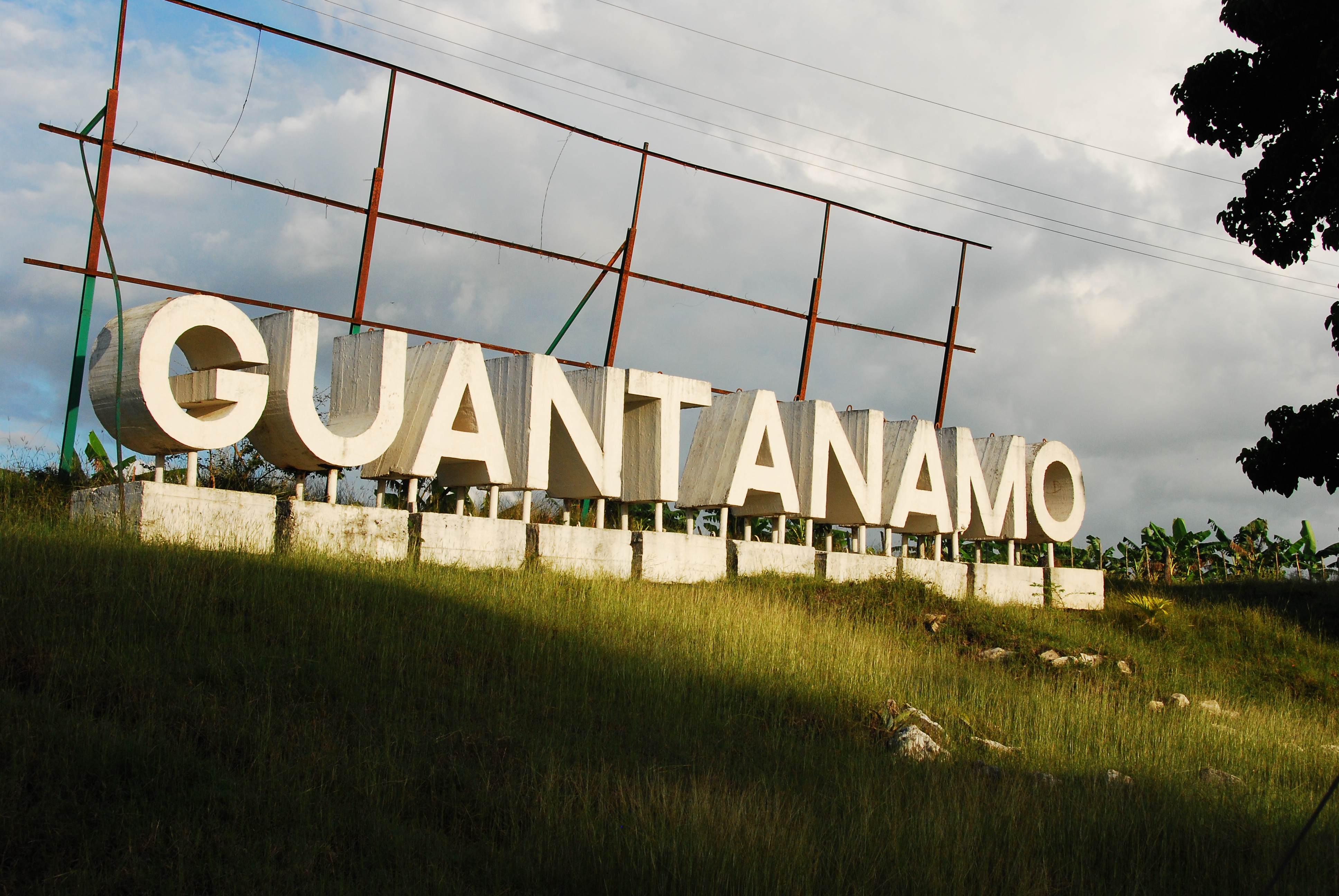
Willkommen in Guantánamo

Guantánamo wird von der gut ausgebauten Landstraße Carretera Central durchquert. Sie ermöglicht der Gemeinde eine schnelle Anbindung an Baracoa – die zweitgrößte Stadt der Provinz – und nach Santiago de Cuba.
Ferner verfügt die Stadt über einen Eisenbahnanschluss, den Flughafen Aeropuerto Mariana Grajales und die staatliche Busgesellschaft Viazul (vor allem für  Touristen): Linienverkehr zwischen Santiago de Cuba und Baracoa.

## Verfilmung
Das Leben in der Stadt und ihrer Bewohner zeigt der Dokumentarfilm Paraíso von Alina Teodorescu anhand der Musikgruppe „Madeira Limpia“.

## Persönlichkeiten
- Pedro Agustín Pérez (1844–1914), General im Spanisch-Amerikanischen Krieg
- Arnaldo Tamayo Méndez (* 1942), erster (und bisher einziger) kubanischer Kosmonaut
- Silvia Chivás (* 1954), Leichtathletin
- Juan Borges (* 1966), Schachspieler
- Juan Borges (* 1966), Schachspieler
- Mercedes Miriam Vargas Iribar (* 1971), kubanisch-österreichische Tänzerin, Choreografin und Schauspielerin, siehe Vargas Twins
- Miriam Mercedes Vargas Iribar (* 1971), kubanisch-österreichische Tänzerin, Choreografin und Schauspielerin, siehe Vargas Twins
- Driulis González (* 1973), Judoka
- Julio Fis (* 1974), kubanisch-spanischer Handballspieler und -trainer
- Yumileidi Cumbá (* 1975), Leichtathletin
- Yowlys Bonne Rodriguez (* 1983), Ringer, Weltmeister
- Dayron Robles (* 1986), Leichtathlet und Olympiasieger
- Ángel Fournier (1987–2023), Ruderer
- Daisurami Bonne (* 1988), Leichtathletin
- Ernesto Revé (* 1992), Dreispringer
- Gabriela García Vargas (* 1992), österreichische Schauspielerin
- Yorgelis Rodríguez (* 1995), Siebenkämpferin
- Lázaro Martínez (* 1997), Dreispringer
- Yarisleidis Cirilo (* 2002), Kanutin